# Magnus Carlsen
Sven Magnus Øen Carlsen (wym. norw. [svɛn ˈmɑ̀ŋnʉs øːn ˈkɑːɭsn̩], ur. 30 listopada 1990 w Tønsbergu) – norweski szachista, arcymistrz od 2004 roku. Mistrz świata w szachach klasycznych w latach 2013–2023, pięciokrotny mistrz świata w szachach szybkich i ośmiokrotny mistrz świata w szachach błyskawicznych. Posiadacz rekordu najdłuższej serii bez porażki w szachach klasycznych na najwyższym poziomie – 125 partii. Uznany przez Międzynarodową Federację Szachową za najlepszego gracza w historii szachów.

## Kariera szachowa
Pierwsze szachowe turnieje rozegrał w roku 2001, szybko ściągając na siebie uwagę szachowych ekspertów. Dwa lata później posiadał już tytuł mistrza międzynarodowego, a w roku 2004 otrzymał tytuł arcymistrza, stając się drugim najmłodszym w historii zawodnikiem (po Siergieju Kariakinie), któremu nadano ten tytuł.
Sukcesy i ważniejsze występy w kolejnych latach:
- 2002 – II m. w mistrzostwach świata juniorów do 12 lat w Heraklionie,
- 2003 – III m. w mistrzostwach Europy juniorów do lat 14 w Budvie,
- 2004 – zwycięstwo w turnieju Corus C w Wijk aan Zee, srebrny medal w mistrzostwach Norwegii w Oslo, występ na mistrzostwach świata w Trypolisie (porażka w I rundzie z Lewonem Aronianem), trzykrotne wypełnienie norm arcymistrzowskich (pierwsza w Wijk aan Zee, kolejne w Moskwie i Dubaju), uzyskanie liczby Morphy’ego 5 wskutek partii z Wiktorem Korcznojem,
- 2005 – I m. w mistrzostwach Norwegii w Molde, zwycięstwo w otwartym turnieju w Gausdal, X m. w Pucharze Świata w Chanty-Mansyjsku i sukces w postaci awansu do meczów pretendentów,
- 2006 – w styczniu po raz pierwszy przekroczył granicę 2600 punktów rankingowych, I-II m. w turnieju Corus B w Wijk aan Zee, I m. w silnie obsadzonym turnieju szachów szybkich w Reykjavíku (m.in. zwycięstwo 2-0 w półfinale z Viswanathanem Anandem), II m. w turnieju Midnight Sun w Tromsø, zdobycie tytułu mistrza Norwegii po pokonaniu w barażu Simena Agdesteina (3-1), zwycięstwo (wraz z Liviu-Dieterem Nisipeanu oraz Władimirem Małachowem) w turnieju Bosna w Sarajewie,
- 2007 – w lipcu po raz pierwszy przekroczył granicę 2700 punktów rankingowych, II-III m. (wraz z Aleksandrem Moroziewiczem) w turnieju elity w Morelii i Linares[5], I m. w turnieju Classics 2007 w Gausdal[6], występ w rozegranych w Eliście meczach pretendentów (porażka w I rundzie z Lewonem Aronianem)[7], I m. w Biel Chess Festival (po pokonaniu w dogrywce Aleksandra Oniszczuka)[8],
- 2008 – I-II m. (wspólnie z Lewonem Aronianem) w turnieju Corus A w Wijk aan Zee, II m. (za Viswanathanem Anandem) w Linares[9], dz. I m. (wspólnie z Wugarem Gaszimowem i Wang Yue) w I turnieju FIDE Grand Prix 2008/2009 w Baku[10], I m. w Foros (turniej Aerosvit-2008)[11], II-III m. (za Weselinem Topałowem, wspólnie z Lewonem Aronianem) w turnieju Final Chess Masters w Bilbao,
- 2009 – I m. w León (po zwycięstwie w finale nad Wasilijem Iwanczukiem)[12], I m. w Nankinie (turniej elity Nanjing Pearl Spring Chess Tournament, z wynikiem 8/10 pkt i uzyskanym rankingiem 3002 pkt)[13], 1 listopada został piątym w historii szachistą, który przekroczył granicę 2800 punktów rankingowych, I m. w mistrzostwach świata w szachach błyskawicznych[14], I m. w turnieju London Chess Classic w Londynie[15],
- 2010 – najmłodszy w historii lider światowej listy rankingowej (na liście 1 stycznia 2010, w wieku 19 lat)[16], I m. w turnieju Corus A w Wijk aan Zee[17], I m. w turnieju Kings’ Tournament w Baznie[18], prestiżowe zwycięstwo nad mistrzem świata Viswanathanem Anandem w finale turnieju szachów szybkich Arctic Securities Chess Stars w Kristiansundzie[19], zwycięstwo w meczu przeciwko szachistom z całego świata (wspieranym przez Maxime Vachiera-Lagrave, Hikaru Nakamurę i Judit Polgár)[20], I m. w turnieju Nanjing Pearl Spring Chess Tournament  w Nankinie[21], I m. w turnieju London Chess Classic w Londynie[22],
- 2011 – dz. I m. (wspólnie z Siergiejem Kariakinem) w turnieju Kings Tournament w Bukareszcie[23], I m. w Biel[24], I m. w turnieju Chess Masters Firnal w São Paulo i Bilbao[25], dz. I m. w Moskwa (memoriał Michaiła Tala, wspólnie z Lewonem Aronianem)[26],
- 2012 – I m. w Moskwie (memoriał Michaiła Tala)[27], II m. (za Siergiejem Kariakinem) w mistrzostwach świata w szachach szybkich w Astanie[28], dz. I m. w São Paulo/Bilbao (wspólnie z Fabiano Caruaną)[29], I m. w turnieju Chess Classic w Londynie[30],
- 2013 – I m. w Wijk aan Zee (turniej Tata Steel–A)[31], I m. w turnieju pretendentów w Londynie[32], I m. w turnieju 1st Sinquefield Cup w Saint Louis[33], zwycięstwo w meczu o mistrzostwo świata 6½: 3½ nad Viswanathanem Anandem[34],
- 2014 – I m. w turnieju Chess Challenge w Zurychu[35], I m. w memoriale Wugara Gaszimowa w Şəmkirze[36], dwukrotnie I m. w mistrzostwach świata w szachach szybkich[37] oraz w szachach błyskawicznych[38], w Dubaju, zwycięstwo 6½: 4½ nad Viswanathanem Anandem w meczu o mistrzostwo świata w Soczi i obrona tytułu[39],
- 2015 – I m. w turnieju Tata Steel w Wijk aan Zee[40], I m. (po pokonaniu w dogrywce Arkadija Naiditscha) w turnieju 3rd GRENKE Chess Classic w Baden-Baden[41],
- 2015 – I m. w mistrzostwach świata w szachach szybkich w Berlinie zdobywając 11,5 pkt. w 15 grach[42],
- 2016 – zwycięstwo w meczu o mistrzostwo świata 9:7 (po dogrywce) nad Siergiejem Kariakinem[43],
- 2018 – zwycięstwo w meczu o mistrzostwo świata 9:6 (po dogrywce) nad Fabianem Caruaną, zwycięstwo w mistrzostwach świata w szachach błyskawicznych w Sankt Petersburgu, zdobywając 17,5 pkt. w 21 partiach,
- 2021 – zwycięstwo w meczu o mistrzostwo świata 7½: 3½ nad Janem Niepomniaszczim,
- 2022 – zwyciężył po raz piąty w Norway Chess title nad drugim Şəhriyar Məmmədyarovm, zdobywając 16,5 pkt. z 30 pkt. możliwych do zdobycia[44][45].
- 2022 – wygrał w turnieju Croatia Rapid & Blitz przed drugim Maximem Vachierem-Lagravem, zdobywając 22,5 pkt. w 18 partiach[46],
- 2022 – zwyciężył w turnieju FTX Crypto Cup, gdzie zdobył 16 punktów nad drugim Rameshbabu Praggnanandhaą i trzecim Alirezą Firuzdżą, którzy zdobyli po 15 punktów[47],
- 2022 – wygrał w turnieju Champions Chess Tour: Julius Baer Generation Cup, gdzie w finale zmierzył się z Arjunem Erigaisim, którego pokonał w pierwszym dniu, zdobywając 2,5 pkt w 3 partiach, a w drugim dniu wygrał w obydwu partiach[48],
- 2022 – zajął III m. za drugim Janem Niepomniaszczim i pierwszym Hikaru Nakamurą w turnieju o tytuł Mistrza Świata w szachach Fischera[49],
- 2022 – zwycięstwo na mistrzostwach świata w szachach szybkich[50],
- 2022 – zwycięstwo na mistrzostwach świata w szachach błyskawicznych[51],
- 2023 – zwycięstwo na turnieju Rapid & Blitz Poland 2023[52],
- 2023 – zwycięstwo w Pucharze Świata w szachach 2023[53],
- 2023 – zwycięstwo na mistrzostwach świata w szachach szybkich[54],
- 2023 – zwycięstwo na mistrzostwach świata w szachach błyskawicznych[55],
- 2024 – zwycięstwo we Freestyle Chess G.O.A.T. Challenge[56],
- 2024 – zwycięstwo w Superbet Rapid & Blitz Poland 2024[57],
- 2024 – zwycięstwo w Casablanca Chess[58],
- 2024 – zwycięstwo w Norway Chess 2024[59].

Wielokrotnie reprezentował Norwegię w turniejach drużynowych, m.in.: pięciokrotnie na olimpiadach szachowych (w latach 2004, 2006, 2008, 2010, 2014) oraz  na drużynowych mistrzostwach Europy (w roku 2007), zdobywając srebrny medal za indywidualny wynik na I szachownicy.
Najwyższy ranking w dotychczasowej karierze osiągnął 1 maja 2014, z wynikiem 2882 punktów zajmował wówczas 1. miejsce na światowej liście FIDE. Jest to najwyższy w historii ranking uzyskany przez szachistę. Po pobiciu tego rekordu, w wywiadzie dla tygodnika Polityka powiedział:

Szachy traktuję jako batalię idei. Ja mam swoje plany, a mój przeciwnik własne. Cała zabawa polega na tym, by udowodnić, że moja ocena sytuacji jest trafniejsza. Im większy opór, tym przyjemność większa.

W latach 2009–2010 Magnus Carlsen współpracował z byłym wieloletnim mistrzem świata, Garrim Kasparowem, który karierę zakończył w 2005 roku. W 2012 Kasparow wyraził opinię, iż jego zdaniem Carlsen mógłby stosunkowo szybko osiągnąć poziom 2900 punktów rankingowych, gdyby tylko „zaczął pracować na poważnie”.
W 2013 został wybrany do corocznego zestawienia tygodnika „Time”, obejmującego 100 najbardziej wpływowych ludzi na świecie, w kategorii Tytani. W 2013 został norweskim sportowcem roku oraz otrzymał tytuł Osobowości Roku 2013 w Norwegii.
20 lipca 2022 ogłosił, że nie zagra w meczu o mistrzostwo świata w 2023 przeciwko Janowi Niepomniaszcziemu i rezygnuje z obrony tytułu.
W sierpniu 2023 roku, po raz pierwszy w karierze, wygrał Puchar Świata w szachach. W 2023 roku obronił wywalczone rok wcześniej tytuły mistrza świata w szachach szybkich i błyskawicznych.
5 września wycofał się z turnieju Sinquefield Cup, dzień później po przegraniu z Hansem Niemannem. 26 września 2022 wydał oświadczenie, twierdząc, że Hans Niemann nie pierwszy raz oszukiwał, a podczas gry z nim w turnieju Sinquefield Cup Hans Niemann nie był skoncentrowany na partii. 20 października 2022 został pozwany, w tym jego firma Play Magnus Group, przez Hansa Niemanna za zniesławienie na kwotę 100 mln $. W czerwcu 2023 pozew został oddalony. W sierpniu 2023 doszedł do porozumienia z Hansem Niemannem.

## Życie prywatne
W styczniu 2025 wziął ślub z Ellą Victorią Malone. W maju 2025 poinformowali, że spodziewają się dziecka.

## Galeria

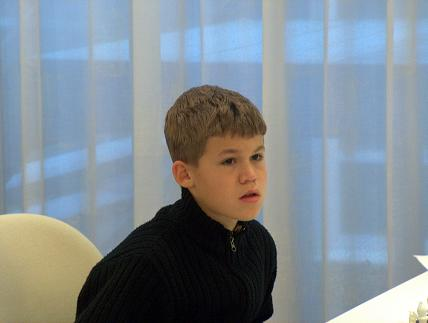
2004
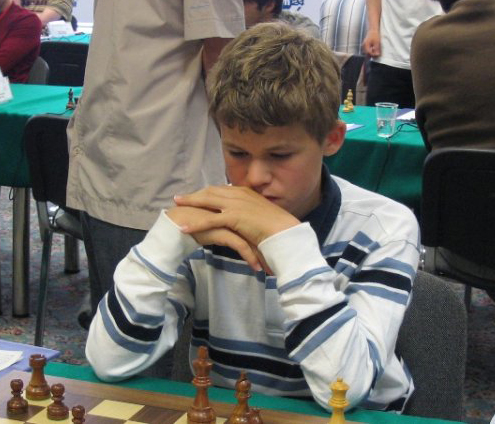
Warszawa 2005
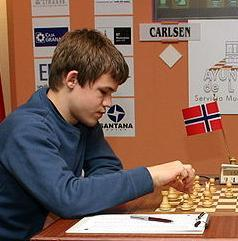
Linares 2007
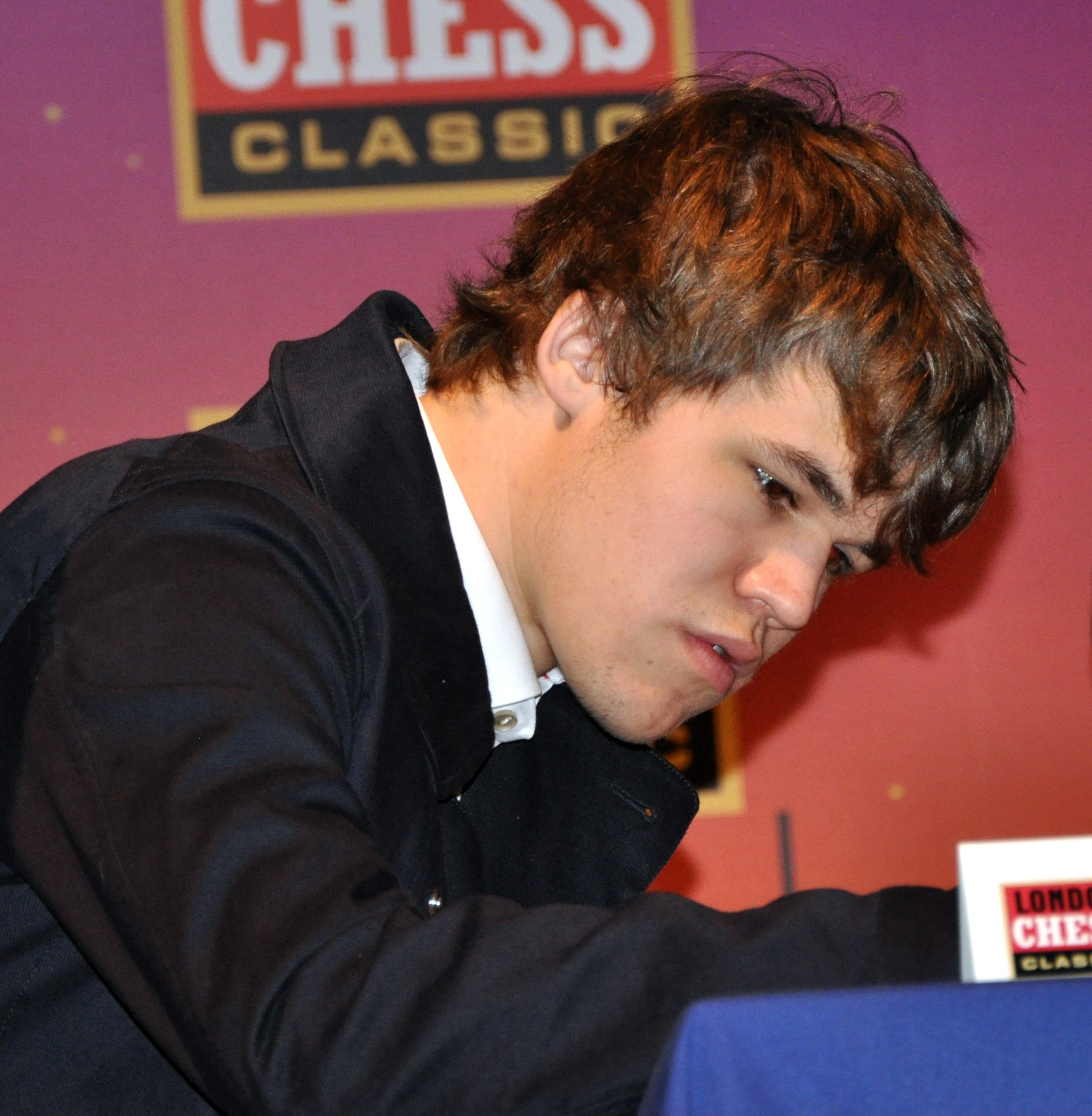
Londyn 2010
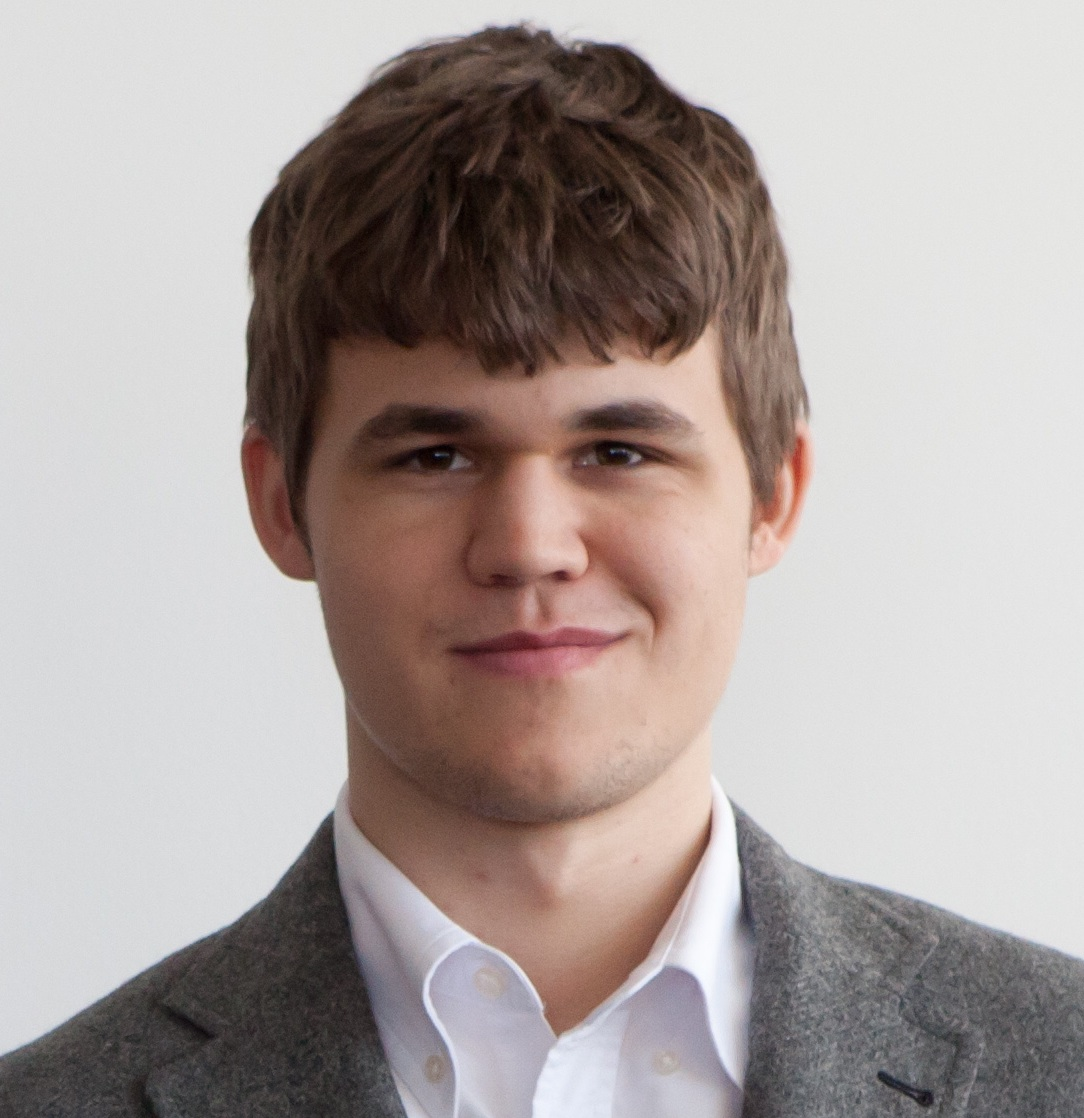
2012
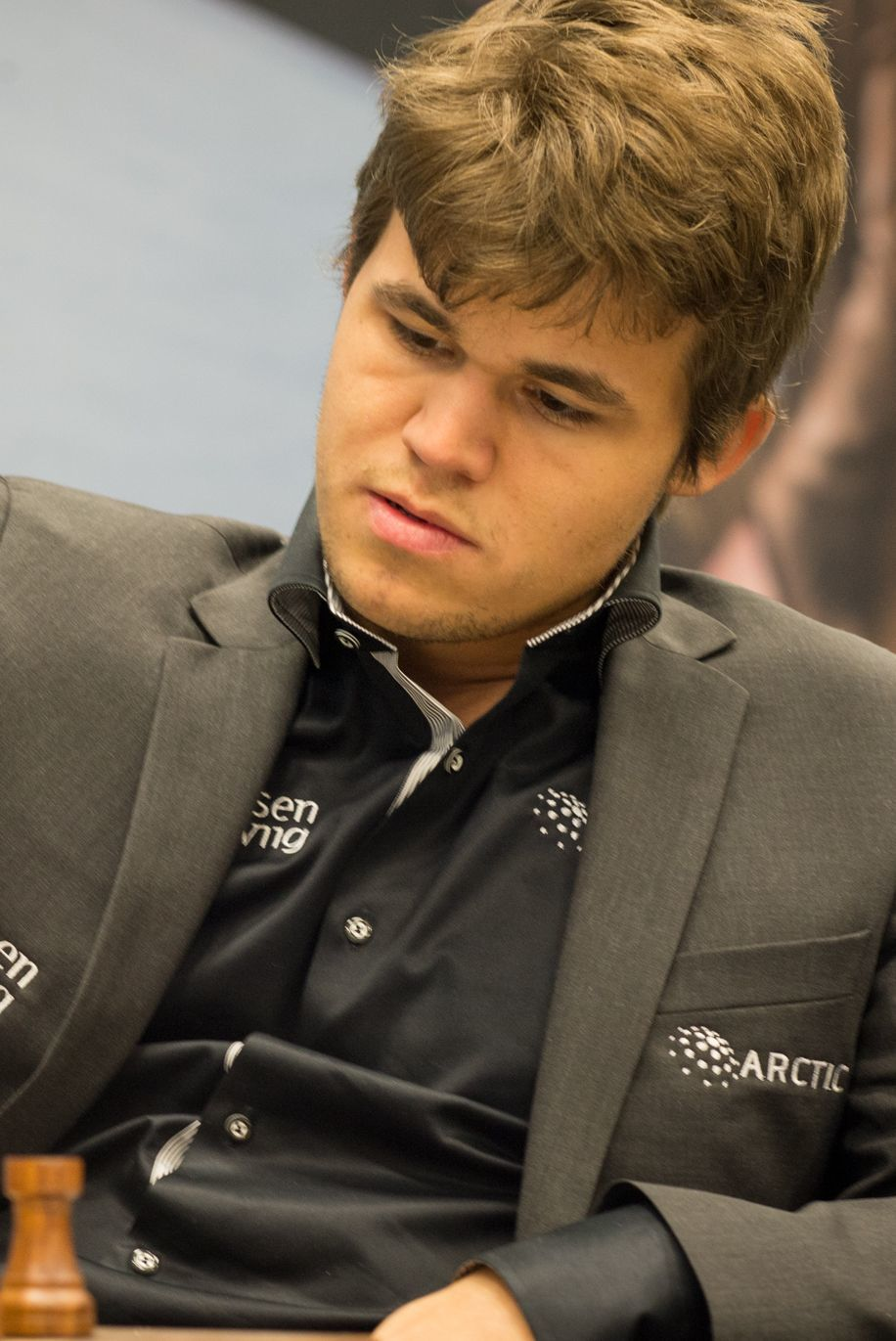
2014
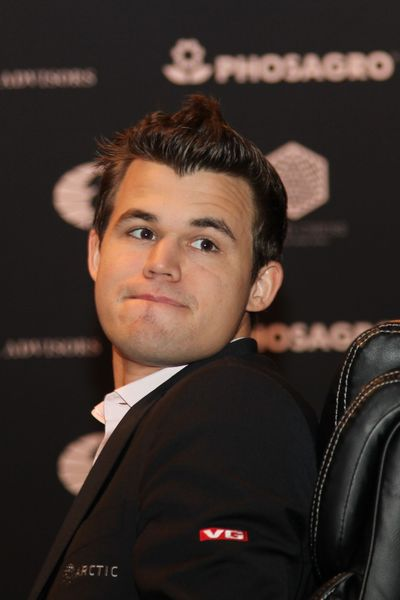
2016
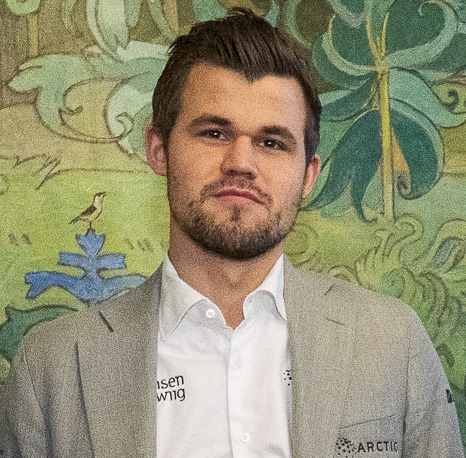
2019
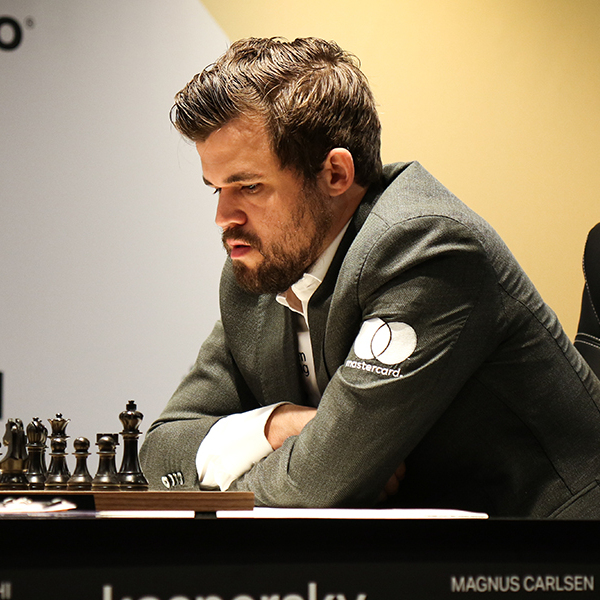
2021
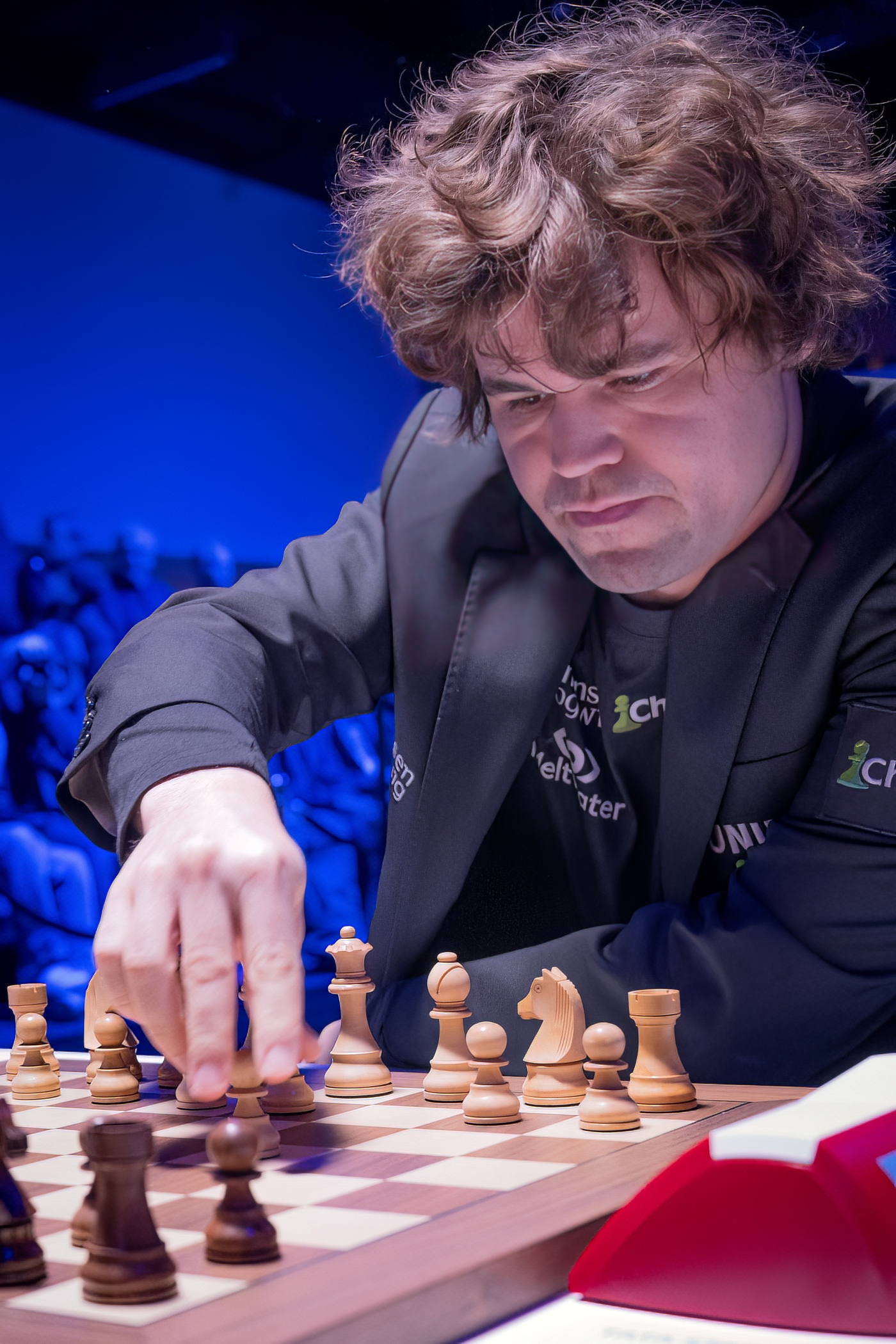
2023